# Мунгенаст, Йозеф
Йозеф Мунгенаст (нем. Josef Munggenast; 5 марта 1680, Шнанн, Тироль — 3 мая 1741, Санкт-Пёльтен, Нижняя Австрия) — австрийский архитектор эпохи барокко.

## Биография
Мунгенаст родился в Шнанне в Тироле, он был племянником выдающегося архитектора южно-немецкого и австрийского барокко Якоба Прандтауэра, который способствовал его карьере и чьё влияние определило его архитектурный стиль.
С 1717 года Мунггенаст был мастером-каменщиком в Санкт-Пёльтене (Нижняя Австрия). После смерти Прандтауэра в 1726 году Мунгенаст продолжил проекты своего дяди, в основном в аббатстве Мельк, начатом Прандтауэром в 1702 году, монастыре Херцогенбург и паломнической церкви Святой Троицы на Зонтагберге около аббатства Зайтенштеттен, где он был главным строителем с 1718 года.
Вместе с Маттиасом Штайнлом он построил башни в аббатстве Цветтль (1722—1729) и аббатстве Дюрнштайн (1729—1733). Известны его барочные перестройки аббатств Альтенбург и Герас в 1730-х годах.
После его смерти в Санкт-Пёльтене его дело продолжили сыновья Франц Мунгенаст и Маттиас Мунгенаст.

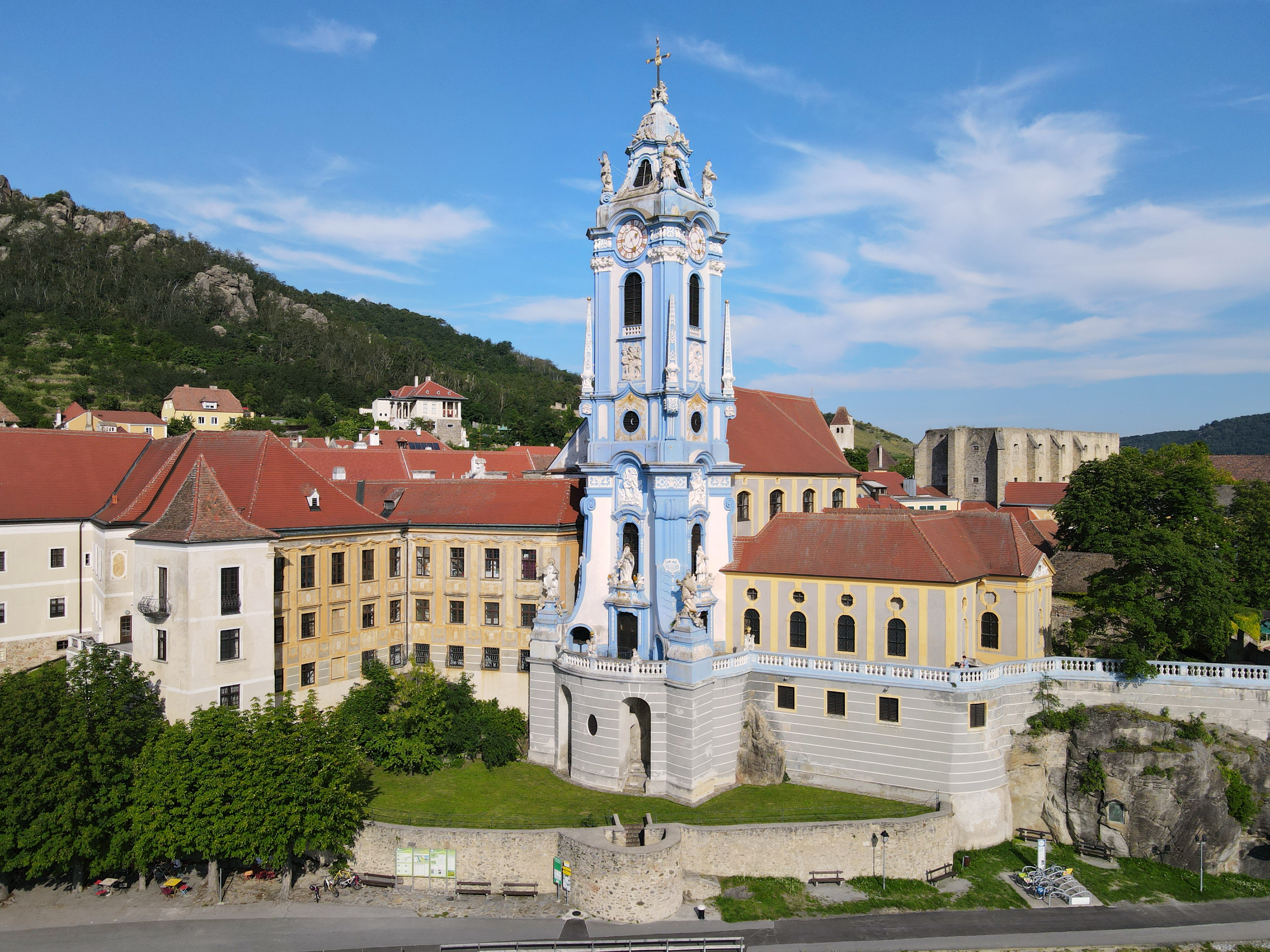
Башня августинского монастыря Дюрнштайн. 1729—1733
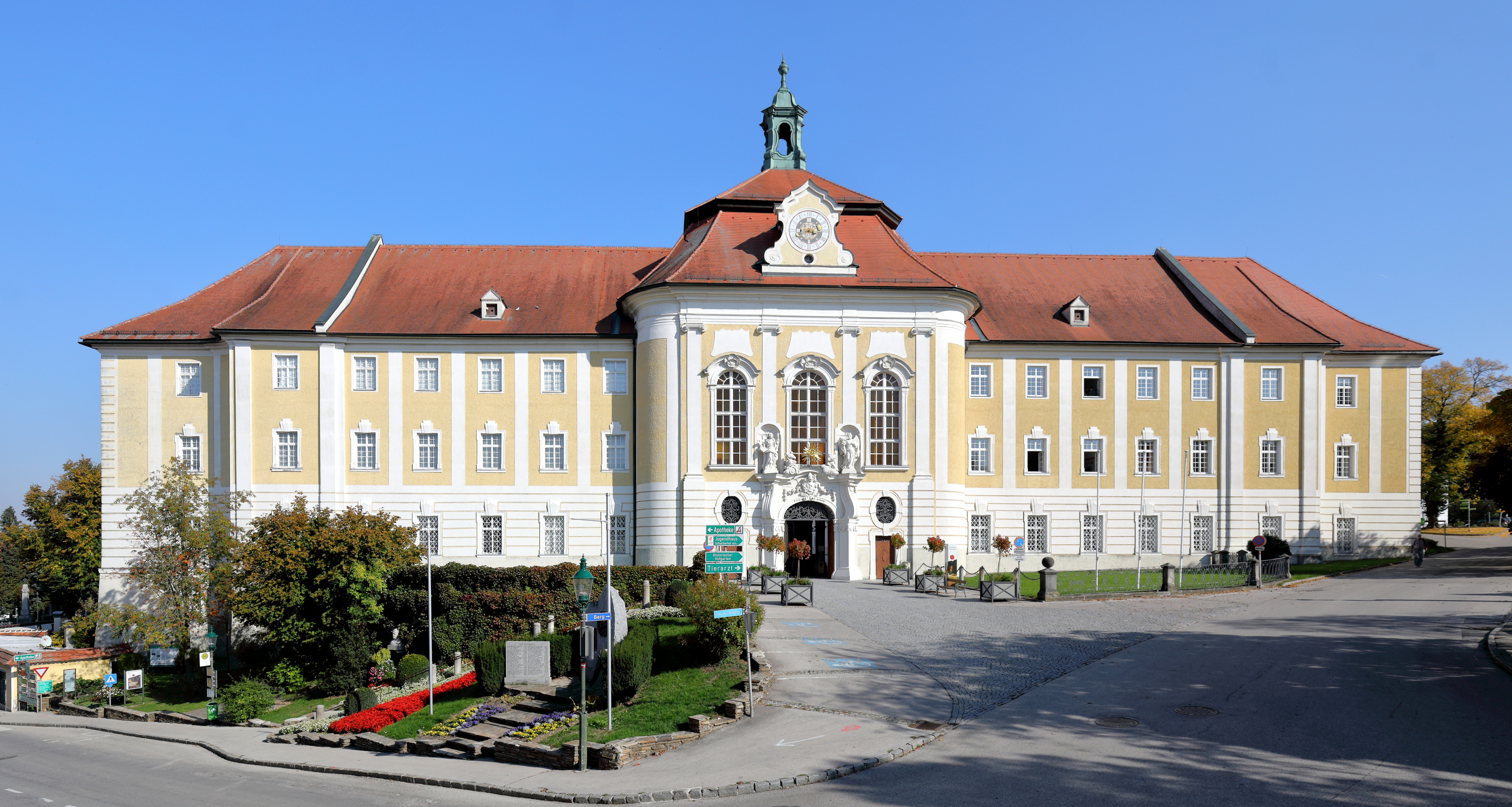
Аббатство Зайтенштеттен, Нижняя Австрия. Главное здание
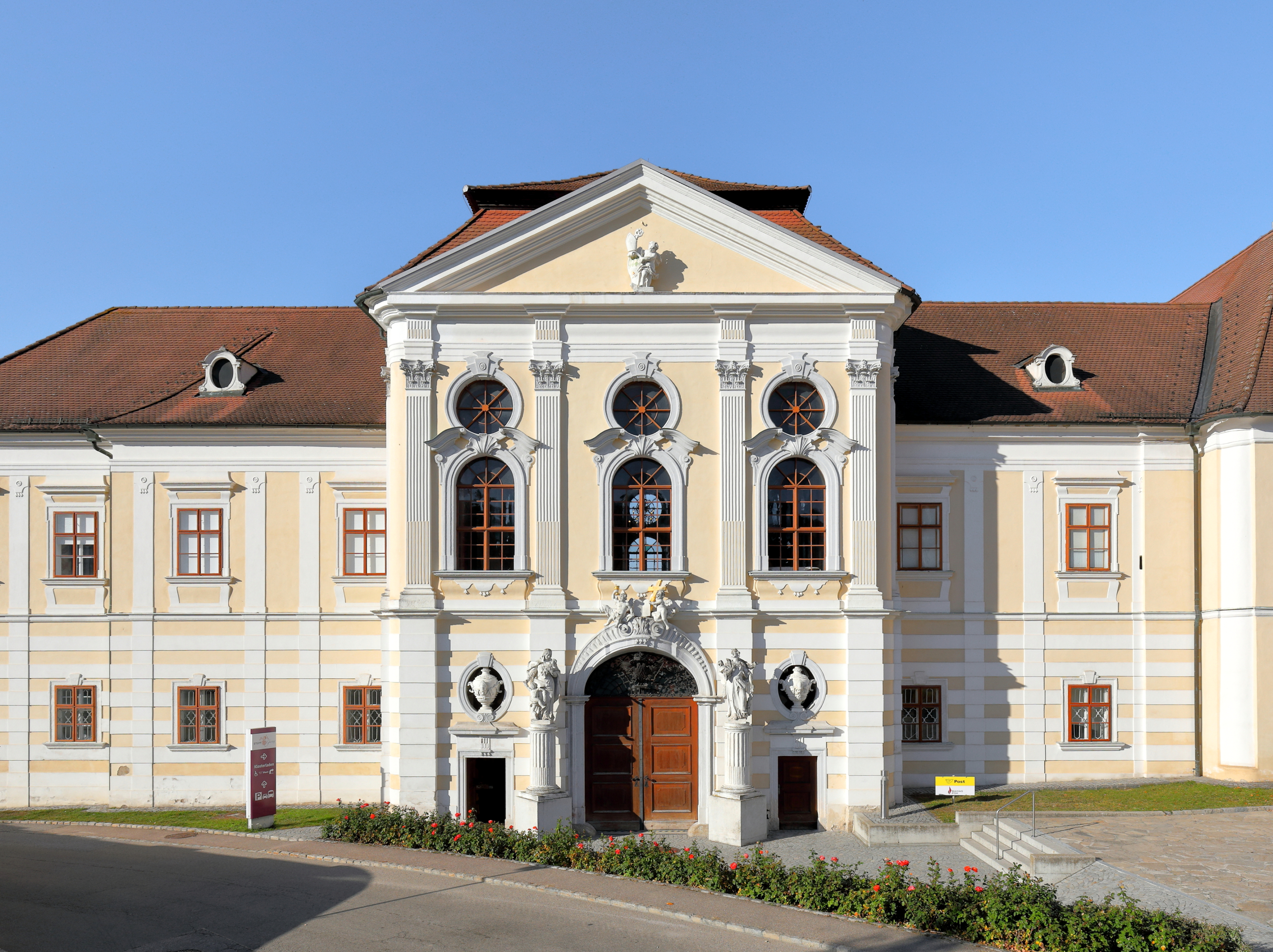
Аббатство Герас. Новое здание. 1730-е
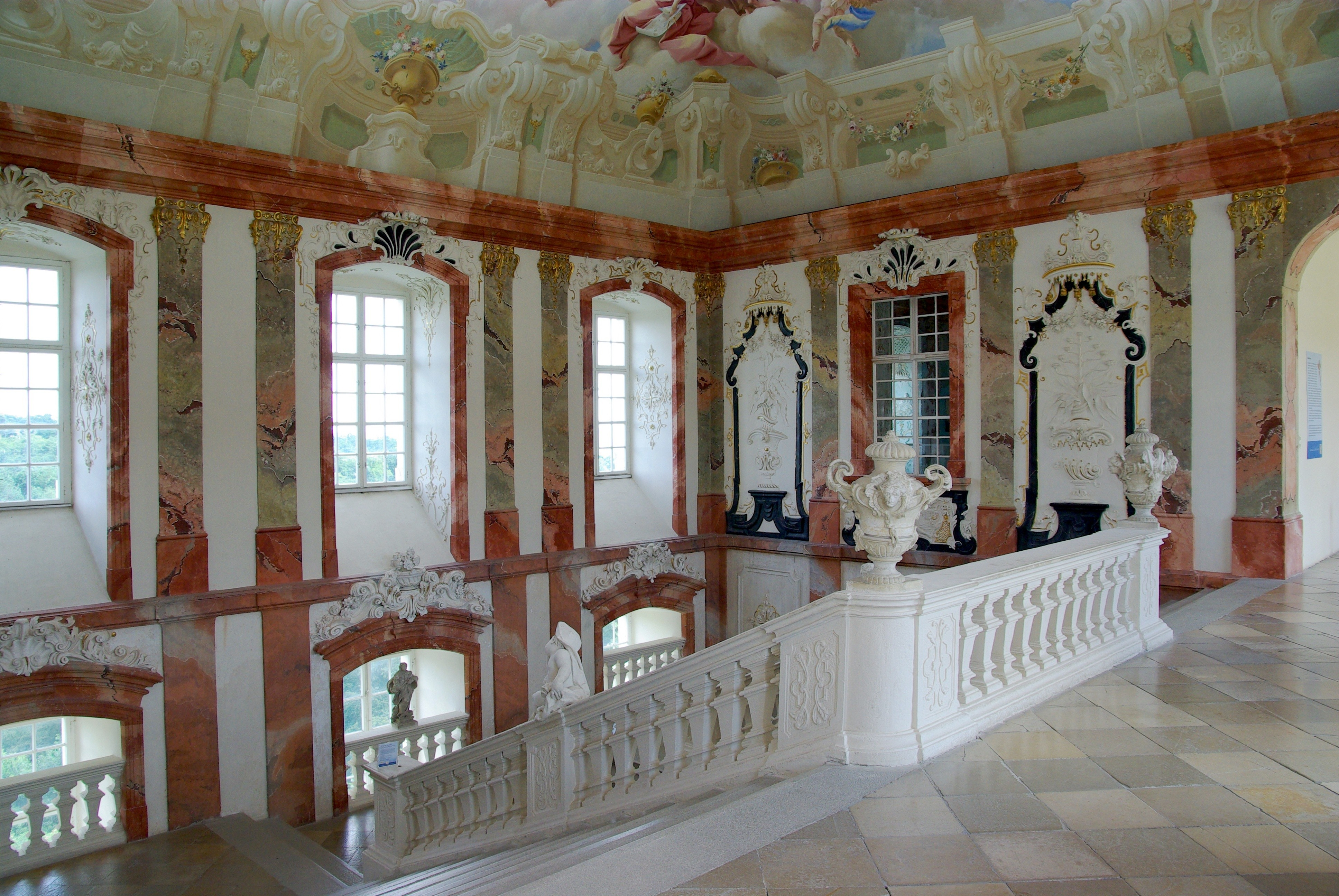
Монастырь Альтенбург. Царская лестница.
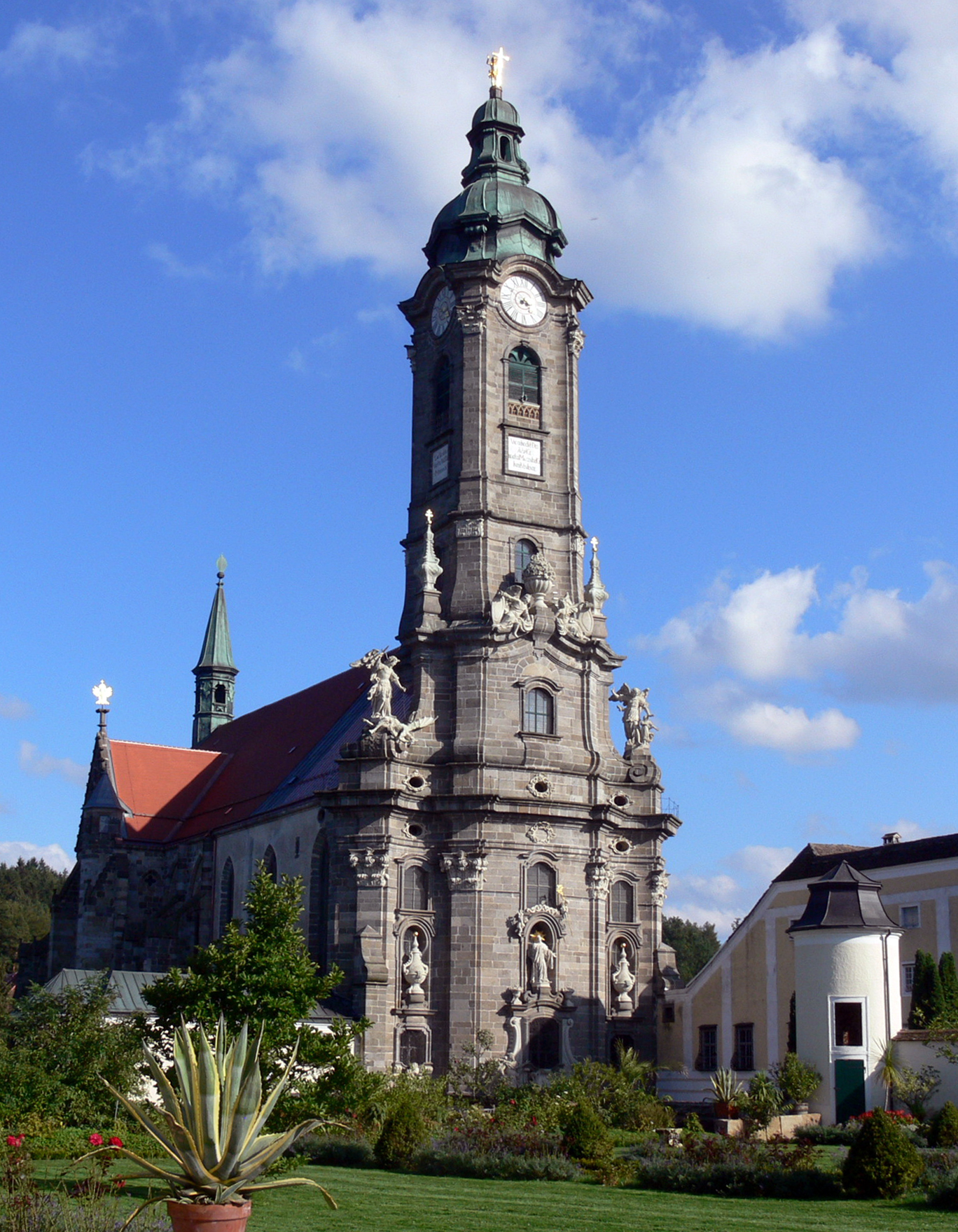
Аббатство Цветль. Монастырская церковь
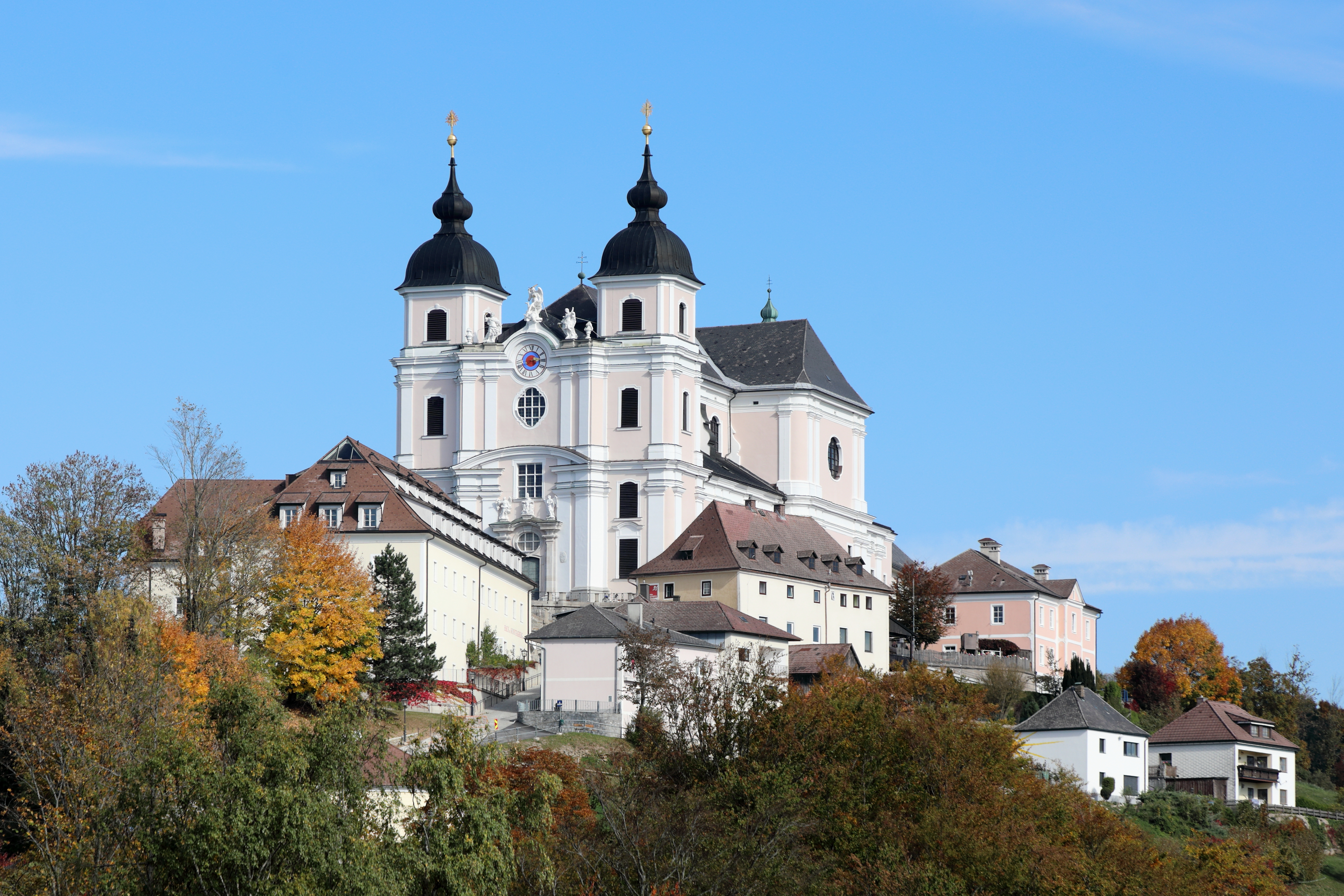
Монастырь Зоннтагберг. Базилика Святой Троицы и Святого Михаила. 1706–1732